# غراي نيلسون
غراي نيلسون (بالإنجليزية: Grey Nelson)‏ هو دبلوماسي نيوزيلندي، ولد في 1928.